# Fürst-Bismarck-Quelle

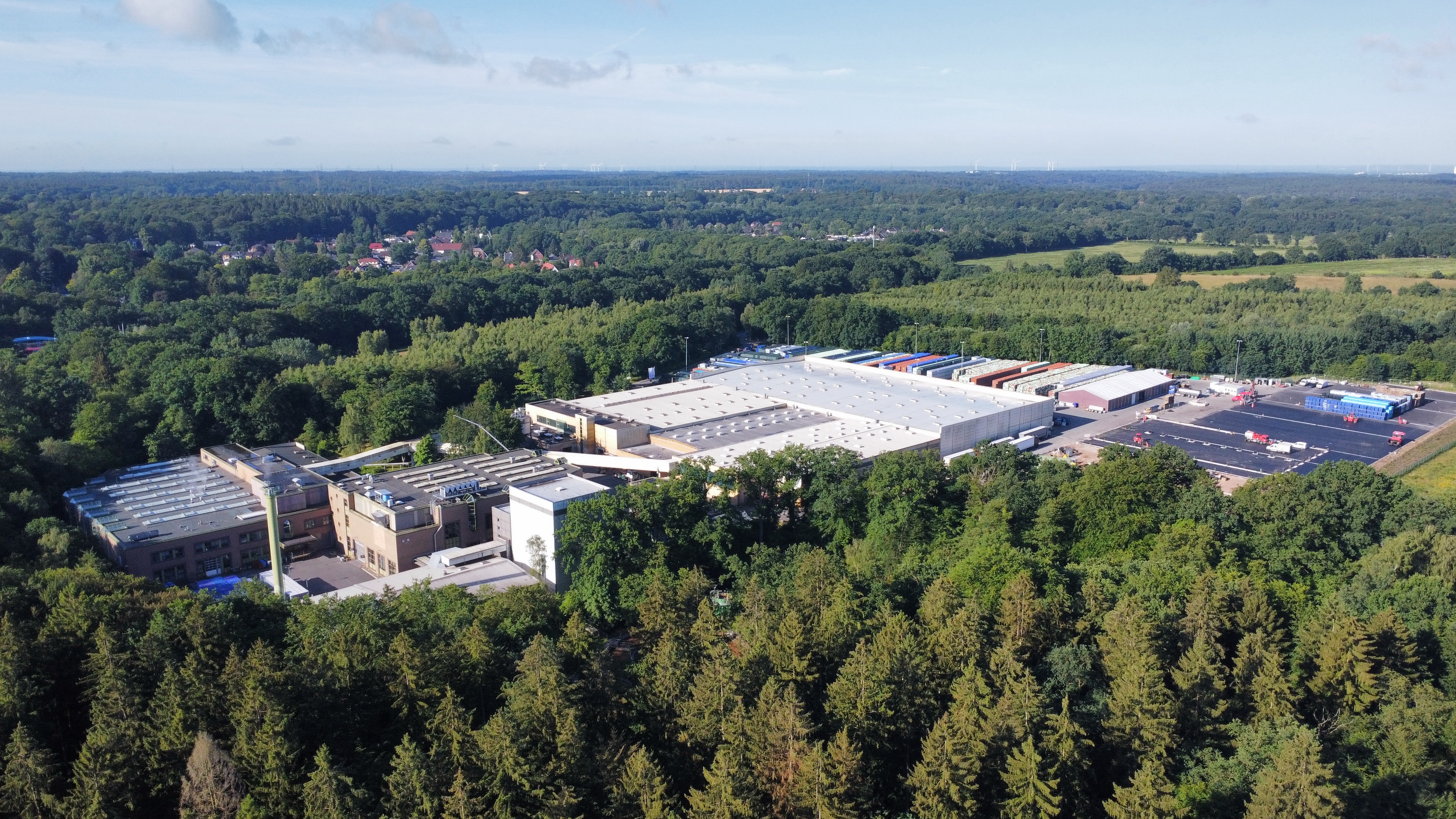
Luftbild des Werks

Fürst Bismarck ist eine norddeutsche Mineralwassermarke. Das der „Fürst Bismarck-Quelle“ entnommene Quellwasser wird seit 1906 abgefüllt, die Brunnen- und Abfüllanlagen befinden sich in Reinbek, unmittelbar am nordwestlichen Ortsrand von Aumühle. Seit 2021 gehört die Marke der Refresco Group. Das Vertriebsgebiet umfasst Norddeutschland.

## Geschichte
Otto von Bismarck, 1871 in den Fürstenstand erhoben, soll die Quelle 1891 bei einem Spaziergang auf der Aumühler Seite der Bille entdeckt haben. 1906 erhielt der Restaurantbesitzer Franz Köller die Erlaubnis, gegen eine Pacht an die Erben Bismarcks, das Quellwasser in Flaschen abzufüllen und unter dem Namen Friedrichsruher Tafel-Wasser – Bismarck-Quelle im Sachsenwald zu verkaufen. Anfänglich wurden die Flaschen mit Pferdewagen zu einem Getränkeverlag am Stadtrand Hamburgs transportiert. Seit 1910 erfolgte der Transport über eine Feldbahngleis-Verbindung zur Verladestelle Silk an der Bahnstrecke Berlin–Hamburg. Abnahme fand das Mineralwasser zunächst in gehobenen Hamburger Hotels und Bars, später wurde es mit Überseedampfern exportiert.
Der Erste Weltkrieg brachte für den Abfüllbetrieb des mittlerweile Fürst Bismarck Quelle genannten Mineralwassers Absatzschwierigkeiten und 1917 die vorläufige Einstellung der Produktion mit sich. 1919 begann die maschinelle Abfüllung. Drei Jahre später erwarb Rhenser Mineralbrunnen die Mehrheit an der Fürst Bismarck Quelle. Bis in die Jahre nach dem Zweiten Weltkrieg blieben wirtschaftliche Erfolge aus. Im Zeitraum von 1955 bis 1965 erweiterte man am Abfüll-Standort Produktion und Verwaltung. Außerdem wurde ein eigener Fuhrpark aufgebaut. Verstärkt wurden größere Unternehmen als Kunden gewonnen. Mit ihrer Einführung im Jahr 1969 wurde auch das Wasser der Fürst Bismarck Quelle in die Normbrunnenflasche, auch Perlenflasche oder Poolflaschen der GDB genannt, abgefüllt. 1974 erwarb Nestlé das Getränke-Unternehmen Rhenser Mineralbrunnen. Die amtliche Anerkennung als natürliches Mineralwasser sprach Schleswig-Holstein im März 1985 aus. Eine Abfüllanlage für PET-Flaschen nahm 2001 ihren Betrieb auf.
2013 wurde das Etikett überarbeitet: Zuvor befand sich das Bildnis Bismarcks in Ockergelb im Hintergrund, nun wurde es stärker im Vordergrund und in Blau auf beigem Grund präsentiert. Nachdem sich Nestlé entschlossen hatte, sein Mineralwasser-Geschäft auf internationale Marken zu konzentrieren, ging die Fürst Bismarck Quelle 2017 an Hansa-Heemann. Der neue Eigentümer überarbeitete im Jahr darauf das Logo erneut: Das Konterfei Bismarcks erhielt freundlichere Züge, die militärisch wirkenden Epauletten wurden entfernt. Zudem kam nach der GDB-Poolflasche 2020 die Individual-Glasflasche, also ein eigens für die Marke gestaltetes Design mit Facettenschliffoptik. 2021 erwarb die Refresco Gruppe Hansa-Heemann mitsamt der Marken. Seit dem Relaunch von Anfang 2025 wird eine Antiqua-Schrift statt der bislang gebräuchlichen Frakturschrift eingesetzt.

## Quelle
Das Mineralwasser entstammt aus einem Vorkommen 120 Meter tief unter der Erdoberfläche. Das Wasservorkommen am Rande des Sachsenwaldes ist 8.000 bis 10.000 Jahre alt. Die Brunnen und der Abfüllbetrieb befinden sich in Reinbek, das Gelände grenzt an den nordwestlichen Ortsrand von Aumühle.

## Produkte und Absatzvolumen

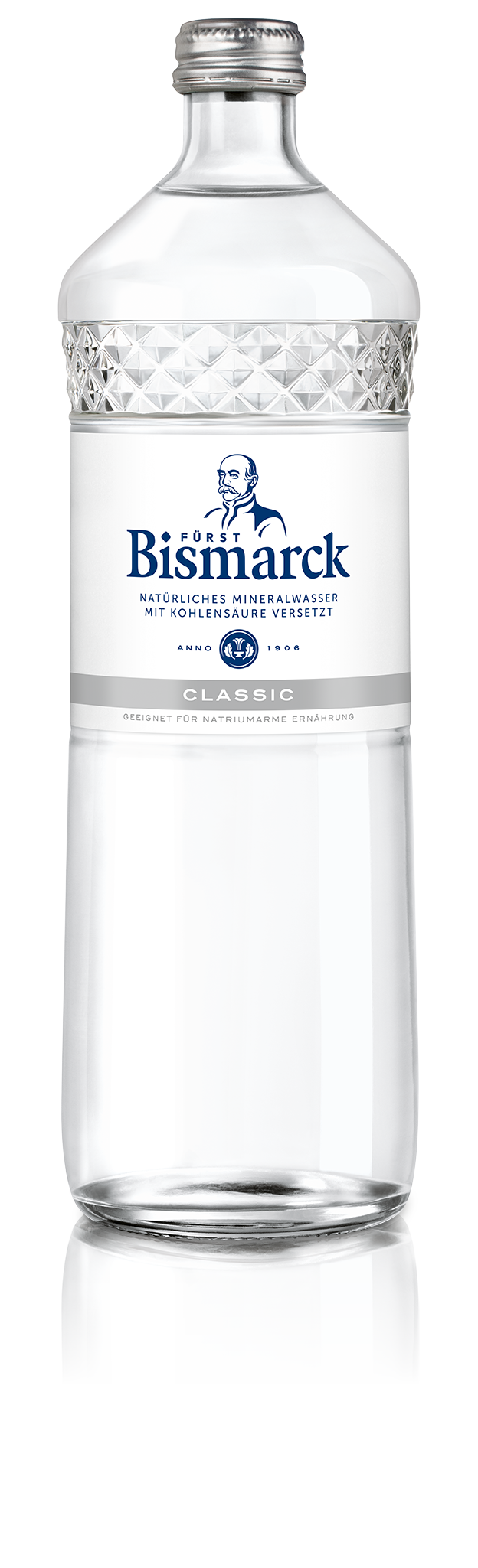
Mineralwasser (mit Kohlensäure) in Glasflasche mit Facettenschliffoptik

Mit der Markenbezeichnung Fürst Bismarck wird natürliches Mineralwasser beziehungsweise natürliches kohlensäurehaltiges Mineralwasser angeboten.  Unter der Marke werden zudem Erfrischungsgetränke in verschiedenen Geschmacksrichtungen offeriert. Für den Gastronomie- und Cateringbereich bietet die Marke mit Fürst Bismarck Gourmet eine spezielle Linie an.
Als Gebinde dienen Glasflaschen verschiedener Größen im Mehrwegsystem und PET-Flaschen im Einwegsystem.

## Wort-Bild-Marke
Die Wort-Bild-Marke zeigt das stilisierte Konterfei von Otto von Bismarck, gestaltet als Bruststück, in Blau auf weißem Grund. Darunter findet sich die zweizeilige Wortfolge „Fürst Bismarck“. „Fürst“ ist in Großbuchstaben (Sans Serif) und „Bismarck“ in Antiqua-Druckschrift gehalten.

## Eigenschaften und Zusammensetzung
Physikalisch-chemische Eigenschaften des Stillen Wassers:
| Element     | Formel | Inhalt (mg/l) |
| ----------- | ------ | ------------- |
| Bicarbonate | HCO3−  | 188           |
| Calcium     | Ca2+   | 60,8          |
| Chloride    | Cl−    | 14,9          |
| Magnesium   | Mg2+   | 4             |
| Kalium      | K+     | 0             |
| Natrium     | Na+    | 10,2          |
| Sulfate     | SO42−  | 14            |

Der PH-Wert liegt für das Stille Wasser zwischen 7,0 und 7,8.

## Eigentumsverhältnisse
Seit 2021 befindet sich die Marke im Eigentum der Refresco Gruppe, an der seit 2022 die Beteiligungsgesellschaft KKR die Mehrheit hält. Das Gelände der Brunnen und Abfüllanlagen zählt nicht zum Eigentum von Refresco. Es ist gepachtet, der Pachtzins geht an die Erben Bismarcks.

## Sponsoring und Partnerschaften
Von 1994 bis 2000 war das Mineralwasser Sponsor der Alsterfontäne. In Vergangenheit und Gegenwart unterstützte beziehungsweise unterstützt Fürst Bismarck Veranstaltungen im Sport, beispielsweise im Golf, Marathon (Hamburg-Marathon), Segeln (Kieler Woche) oder Tennis (Hamburg European Open).
Außerdem ist die Marke Partner des Schleswig-Holstein Musik Festivals und bei einigen Ausstellungen Partner der Hamburger Kunsthalle.